# Анаріон
Анаріон (квен. Син Сонця, від Anar — Сонце, ion — син) (3219 — 3440 рр. Д. Е.) — персонаж романів Дж. Р. Р. Толкіна «Сильмариліон» та «Володар Перснів», молодший син Еленділа, король-співправитель Ґондору (разом зі своїм старшим братом Ісілдуром), родоначальник династії королів Ґондору.

## Біографія
Анаріон народився в Роменні у  Нуменорі у 3219 році Другої Епохи. У нього було четверо дітей — троє старших, швидше за все були доньками та син Менельділ, що народився  у 3318 р. Д. Е. і був  останньою дитиною, народженою в Нуменорі.
Під час відплиття з загиблого Нуменору, Анаріон командував двома кораблями. Разом з братом Ісілдуром, котрий командував трьома кораблями, їх віднесло до гирла Андуїна, звідки вони дістались Пеларгіра.   Ісілдур та Анаріон  заснували Південне королівство Гондор зі столицею в новозбудованому місті Осгіліат ("Зоряна Цитадель"),  де у вежі  в залі під Зоряним Куполом стояли трони братів. Анаріон став володарем міста — фортеці  Мінас-Анор збудованого на відрозі гори Міндолуін. Ісілдур став засновником і правителем Мінас-Ітілю в передгір'ї Похмурих гір. Анаріону належали палантіри Мінас-Анору та  вежі Ортханк в Ізенгарді.
Після нападу Саурона і захоплення Мінас-Ітілю Анаріон обороняв Осгіліат і зміг відкинути ворога назад у Мордор, але боявся що може не втримати нового нападу.
Брав участь у семирічній облозі Барад-Дура, у 3440 році під час штурму був убитий каменем кинутим з Темної Вежі.  Після перемоги над Сауроном Ісілдур посадив у Мінас-Анорі пагінець Білого Дерева, що зростав там до Великої Моровиці 1636 року Третьої Епохи.
Зображення Ісілдура та Анаріона під назвою Стовпи Аргонату були зведені на північній межі Гондору по обох берегах Андуїну біля острова Тол-Брандір на виході з озера Нен-Гітоель.

## Спадкоємці
Ісілдур  вирішив посісти батьківський трон в Арнорі, а престол Гондору залишив Менельділу.  Менельділ став  родоначальником королівської династії, представниками якої були тридцять три королі Гондору. У 2050 році Третьої Епохи, після зникнення Еарнура, династія обірвалася і до 3019 р. Т. Е. королівством правили намісники з Дому Гуріна. Однак дочка тридцять першого короля Гондору Ондогера (1787 — 1944 рр. Т. Е.) Фіріель вийшла заміж за  останнього короля Артедайну Арведуі і їх нащадки були законними спадкоємцями  обох  відгалужень династії нащадків Еленділа. З цього роду походив вождь Слідопитів Півночі Арагорн ІІ син Араторна ІІ, що у 3019 р. Т. Е. став королем Возз 'єднаного королівства Арнору і Гондору Елесаром Телконтаром.